# Kościół św. Mikołaja Biskupa w Szaradowie
Kościół świętego Mikołaja Biskupa w Szaradowie – rzymskokatolicki kościół parafialny należący do parafii pod tym samym wezwaniem (dekanat Szubin diecezji bydgoskiej).
Zachowana do dziś murowana świątynia (obecnie jest to nawa główna) została zbudowana (ukończona) w 1838 roku. Pierwotnie świątynia miała formę niewielkiej, murowanej budowli salowej, nakrytej dwuspadowym dachem z małą, trójbocznie zamkniętą zakrystią przy szczycie wschodnim, do której prowadziło małe przejście za ołtarzem głównym. Podczas Wielkanocy 1885 roku kościół został zniszczony przez pożar. W następnym roku rozpoczęto jego odbudowę i odnowienie. Z tego czasu pochodzi większość zabytkowego wyposażenia sakralnego. Obok świątyni stała dzwonnica z trzema dzwonami. Kościół był otoczony kamiennym niskim murem o formie nawiązującej do ogrodzenia okalającego niedaleki cmentarz parafialny. Ogrodzenie zostało usunięte w czasie II wojny światowej w związku z wytyczeniem drogi wzdłuż świątyni. Kolejne remonty kościoła zostały przeprowadzone w 1925 roku i w 1952 roku. Zostały wymienione tynki, przemalowane zostały wewnątrz oraz na zewnątrz ściany. W latach 1981–94 świątynia została rozbudowana o prezbiterium, zakrystię i salkę katechetyczną. Wszystko to nawiązuje stylistycznie i architektonicznie do podziałów i formy klasycystycznej starszej części budowli. Została rozebrana mała zakrystia od strony wschodniej. Bryła świątyni została wzbogacona o kilka kubicznych i prostopadłościennych elementów architektonicznych z dominującą nad całością wieżą o wysokości 32 metrów. W 1985 roku zostały wprawione dwa witraże przedstawiające Matkę Boską Częstochowską i Św. Jana Pawła II, a także kościoły w Gnieźnie i w Częstochowie.